# Owen-Stoltenberg-Plan
Der Owen-Stoltenberg-Plan (auch als Konföderationsmodell oder Union der Republiken Bosnien-Herzegowinas bezeichnet) war ein Versuch zur friedlichen Einigung im Bosnienkrieg. Er wurde vom EU-Vermittler David Owen und dem UN-Sondergesandten Thorvald Stoltenberg im Sommer 1993 nach dem Scheitern des Vance-Owen-Plans vorgelegt. Er sah eine lockere Konföderation aus einem serbischen, einem kroatischen und einem bosniakischen Staat vor mit einem gemeinsamen Staatspräsidium und einer Unionsversammlung aus Mitgliedern der drei Republiken.
Der Plan beruhte weitgehend auf serbisch-kroatischen Vorschlägen zur Aufteilung von Bosnien und Herzegowina, die Slobodan Milošević und Franjo Tuđman im Juni 1993 präsentiert hatten und beinhaltete die bis dahin weitestgehenden territorialen Zugeständnisse an die serbische Seite.
Die Serben sollten 51 Prozent, die Bosniaken 32 Prozent und die Kroaten 17 Prozent des Gebietes erhalten. Bestehende Gebietseroberungen und ethnische Vertreibungen wären damit weitgehend akzeptiert. Die bosniakischen Gebiete wären in nicht zusammenhängende Teile gespalten, die durch Korridore verbunden werden sollten. Die Zentralregierung hätte nur Aufgaben in den Gebieten des internationalen Handels und der Außenpolitik. Jeder der drei Staaten erhielte das Recht, internationalen Organisationen und Abkommen beizutreten. Die Teilstaaten der Union sollten nach einer Übergangsfrist auch die Möglichkeit bekommen, sich an die Nachbarrepubliken anzuschließen.
Die Schwachpunkte zu Ungunsten der Bosniaken führten zu deren Ablehnung am 29. September 1993. Auch folgende kleine Nachbesserungsversuche änderten dies nicht.